# Nippon TV Tokyo Verdy Beleza
El NTV Beleza és la secció femenina del Tokyo Verdy, un club de futbol de Tòquio.
Ha jugat a la Nadeshiko League des de la seva fundació al 1989, quan s'anomenava Yomiuri Beleza, i amb tretze Lligues i onze Copes és l'equip femení de futbol més llorejat del Japó.

## Títols
- 13 Lligues del Japó
  - 1990, 1991, 1992, 1993, 2000, 2001, 2002, 2005, 2006, 2007, 2008, 2010, 2015
- 11 Copes del Japó
  - 1987, 1988, 1993, 1997, 2000, 2004, 2005, 2007, 2008, 2009, 2014
- 5 Copes de la Lliga del Japó
  - 1996, 1999, 2007, 2010, 2012
- 2 Supercopes del Japó
  - 2005, 2007
- 1 Campionat Coreà-Japonès
  - 2011